# شریان کاروتید مشترک
شریان کاروتید مشترک (به انگلیسی: Common carotid artery) دو شاهرگ ناشی از قوس آئورت هستند. هر شریان کاروتید مشترک به دو سرخرگ منشعب می شود:
- شریان کاروتید داخلی که مغز را مشروب می سازد.
- شریان کاروتید خارجی که گردن و صورت را مشروب می سازد.

## واژه‌شناسی
کاروتید مشتق از καρόω یونانی به معنای غش است، زیرا اگر این دو شاهرگ را با فشار ببندند، شخص از هوش خواهد رفت. نام‌های دیگر سرخرگ کاروتید مشترک که در متون فارسی دیده می‌شوند عبارتند از:
- خواب‌رگ یا رگ خواب‌[۱]
- رگ گردن یا شاهرگ گردن[۲]
- شریان سُبات
- CC یا CCA (به انگلیسی: Common carotid artery)
- ACC (به فرانسوی: Artère carotide commune)

## خاستگاه و کالبدشناسی
مبدأ شریان‌های کاروتید مشترک راست و چپ یکسان نیست. شریان کاروتید مشترک راست از سرخرگ بازویی‌سری یا بی نام (تنه براکیوسفالیک) منشعب می‌گردد. سرخرگ بازویی‌سری قطورترین شاخه قوس آئورت است و در پشت مفصل جناغی‌چنبری (استرنوکلاویکولار) راست به دو شاخه شریان کاروتید مشترک راست و سرخرگ زیرترقوه‌ای راست تقسیم می‌گردد. شریان کاروتید مشترک چپ و سرخرگ زیرترقوه‌ای چپ به‌طور مستقیم از قوس آئورت جدا می‌گردند. سرخرگ کاروتید مشترک چپ از ناحیه مفصل جناغی‌چنبری چپ به طرف گردن صعود می‌کند.
به صورت عمومی شریان کاروتید مشترک راست از سرخرگ براکیوسفالیک و شریان کاروتید مشترک چپ از قوس آئورت جدا می شوند.
شریان‌های کاروتید مشترک راست و چپ در ناحیه گردن به دو شاخه انتهایی تقسیم می‌شوند:
- سرخرگ کاروتید درونی که شاخه‌ای در گردن ندارد

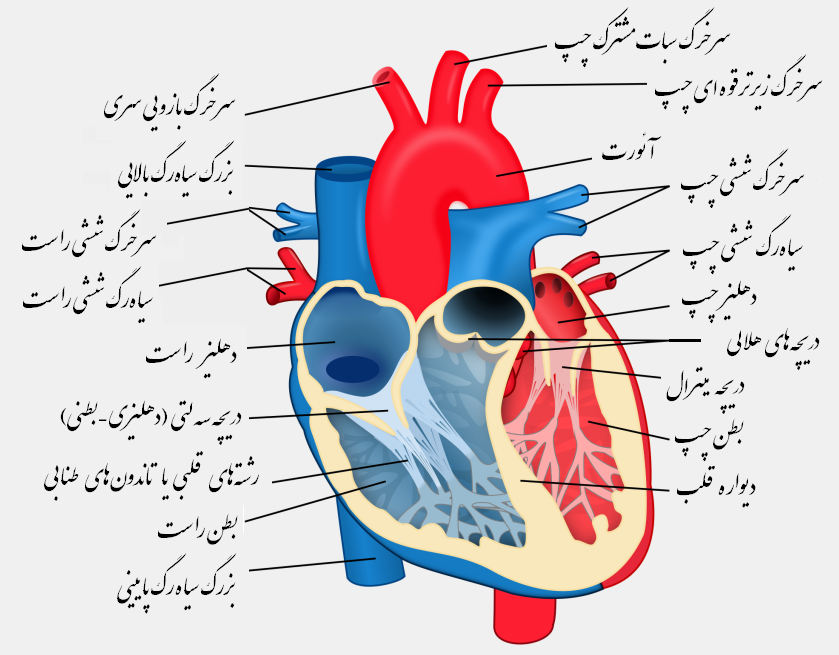
رونگاره و شمای قلب

- سرخرگ کاروتید بیرونی

## گرفتگی
در صورت انسداد سرخرگ کاروتید مشترک، ممکن است تمام علایم و نشانه‌هایی که به هنگام انسداد شریان کاروتید مشترک ایجاد می‌گردد، مشاهده شود. گاهی احتمال انسداد در قسمت مبدأ سرخرگ کاروتید مشترک چپ، سرخرگ زیرترقوه‌ای چپ یا سرخرگ بازویی سری (براکیوسفالیک) وجود دارد که در این مورد می‌توان به بیماری بی نبض (آرتریت تاکایاسو) یا سندرم قوس آئورت اشاره کرد. در بیماری بدون نبض، انسداد سرخرگ‌های بزرگ جدا شده از آئورت رخ می‌دهد. درحقیقت، بیماری‌های التهابی قوس آئورت که منجربه انسداد آئورت و سرخرگ‌های اصلی آن می‌شوند، مشخص‌کننده این دسته از بیماری‌ها هستند.این رگ در صورت گرفتگی موجب ایجاد علائم خواب و بیهوشی میشود،به همین علت به آن رگ خواب هم میگویند.

## نگارخانه

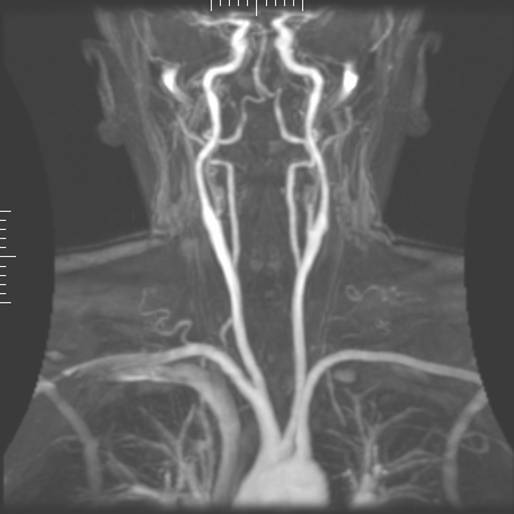
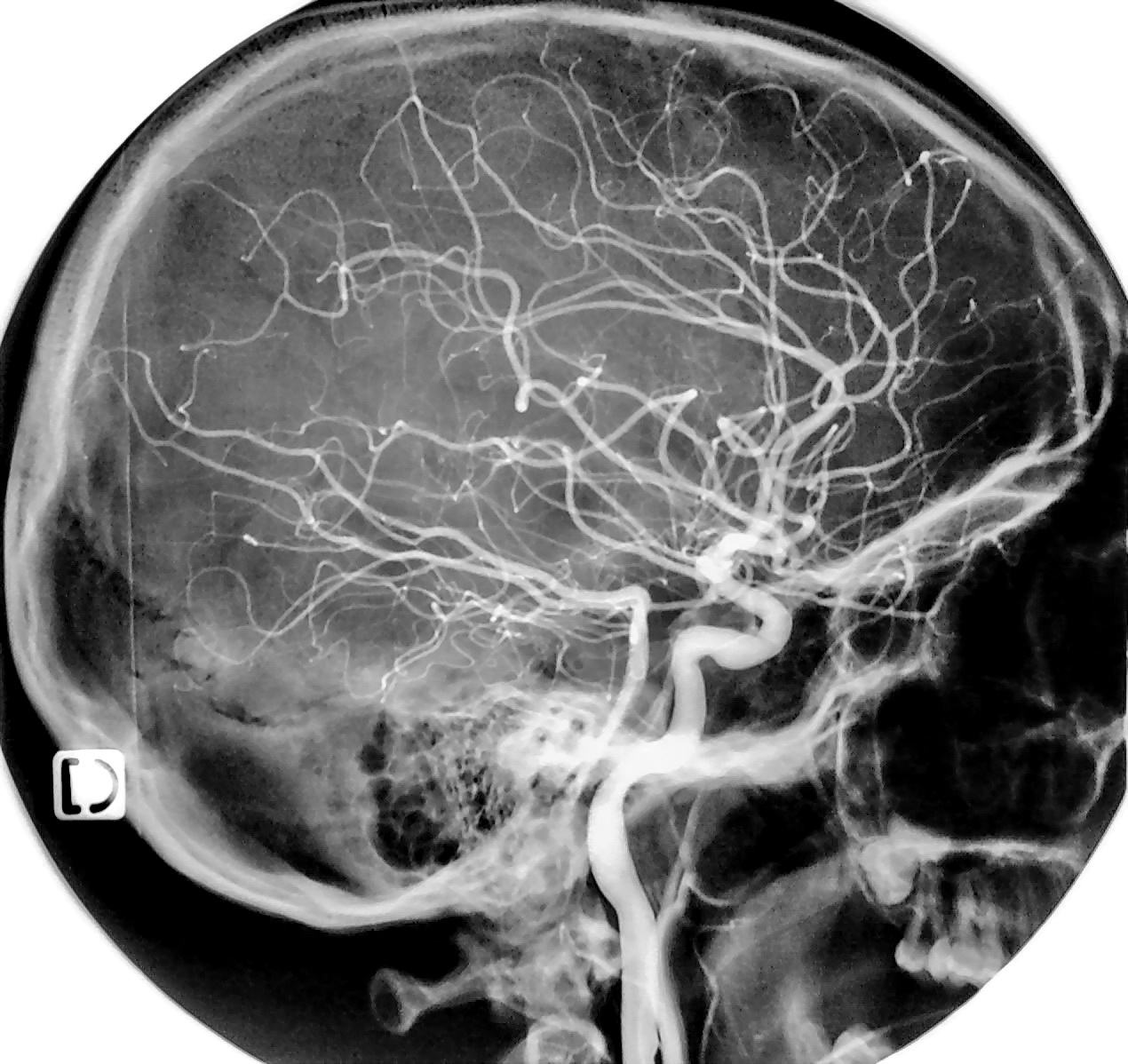
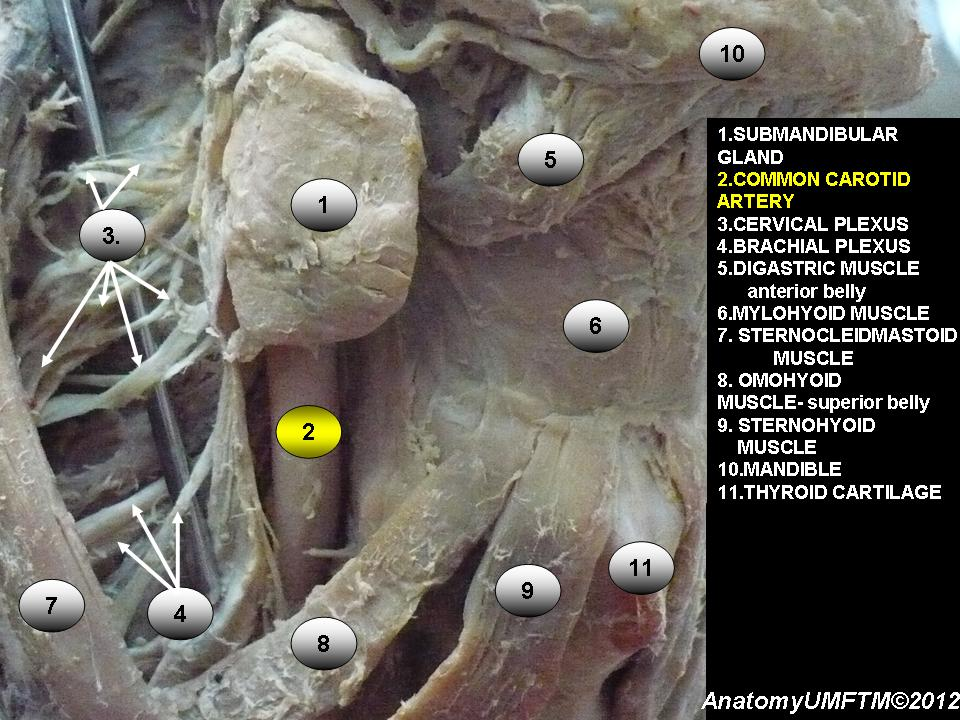
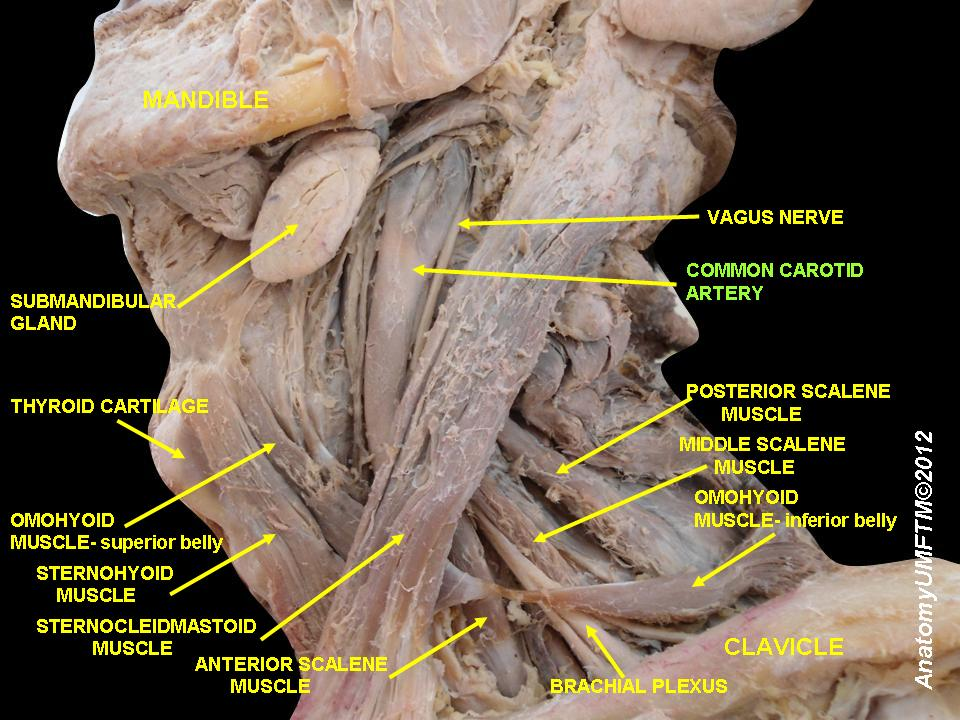
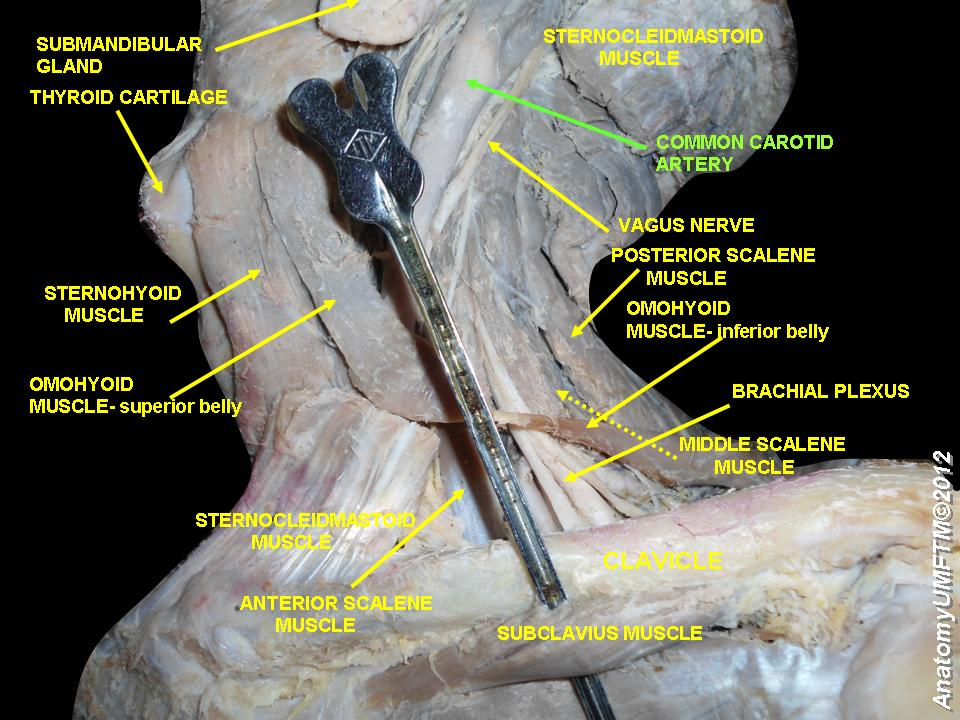
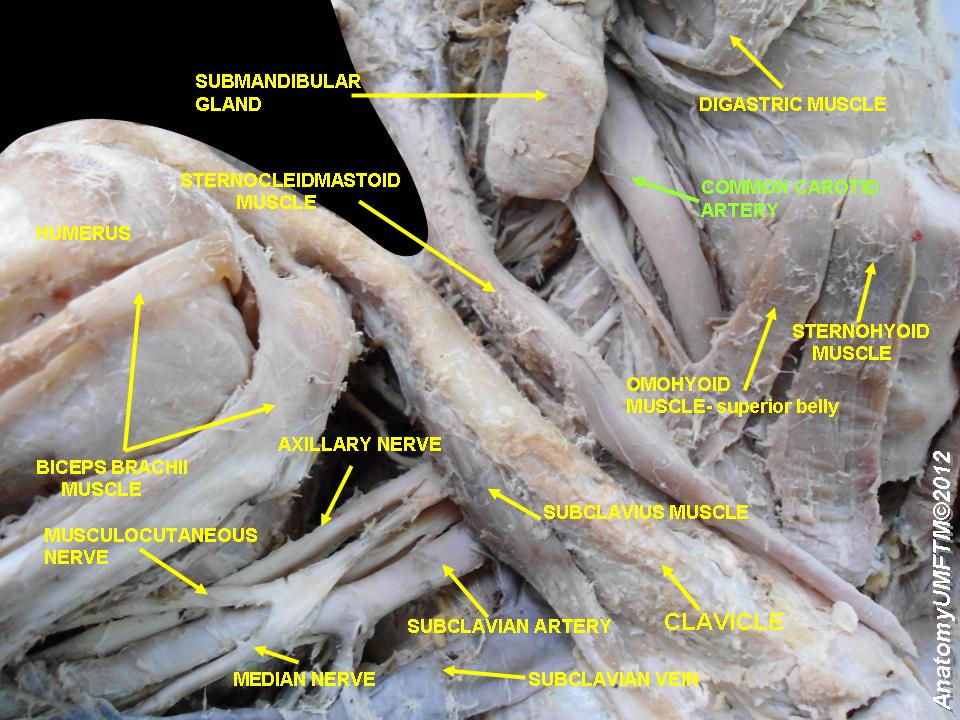
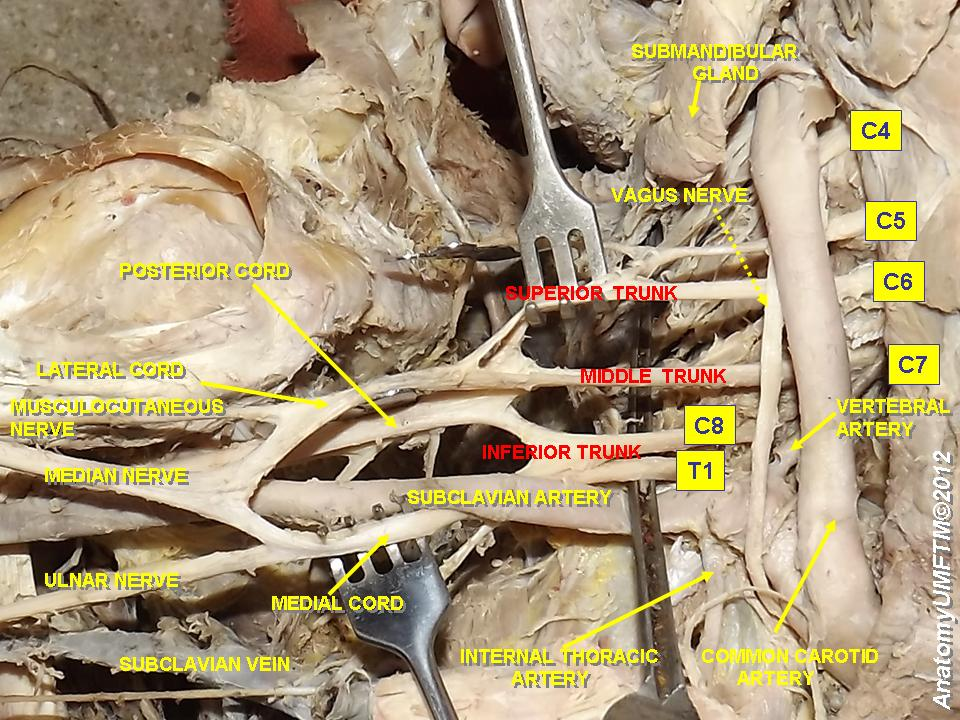
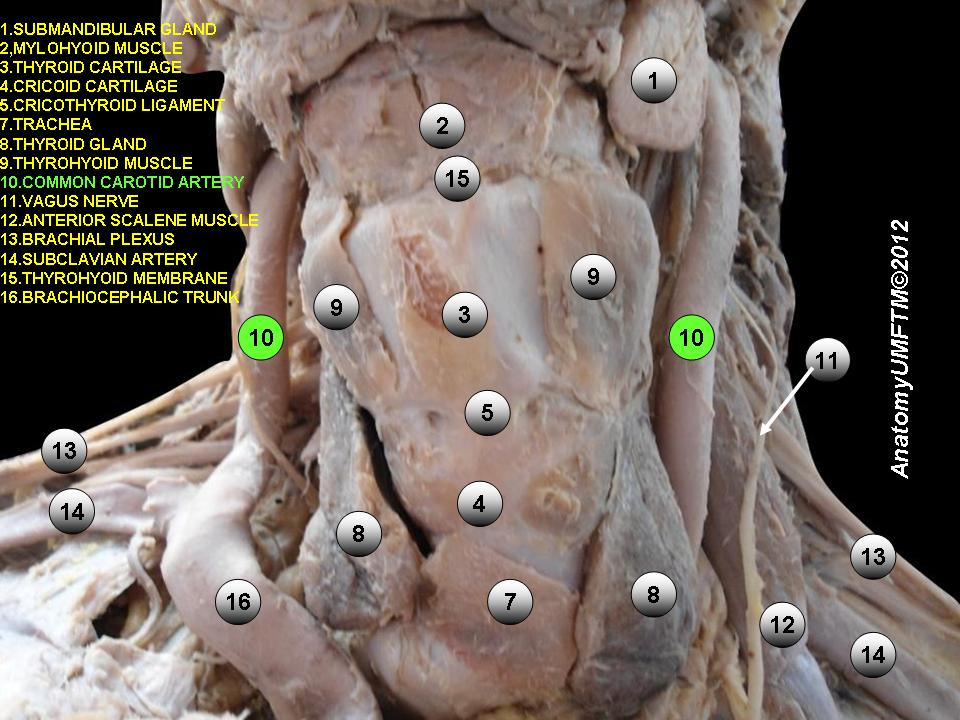
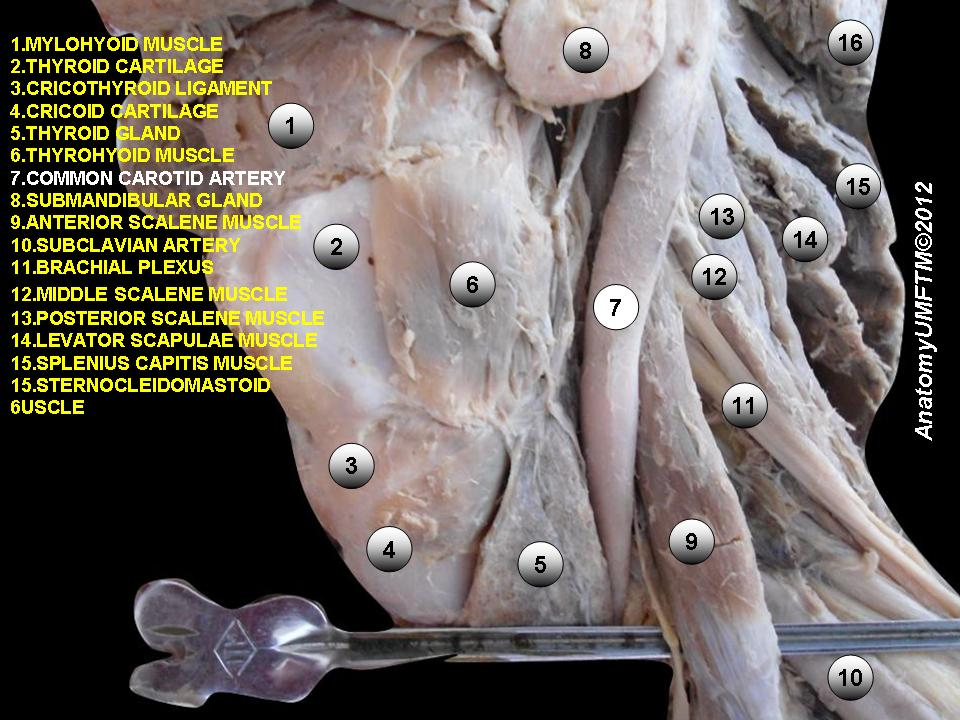
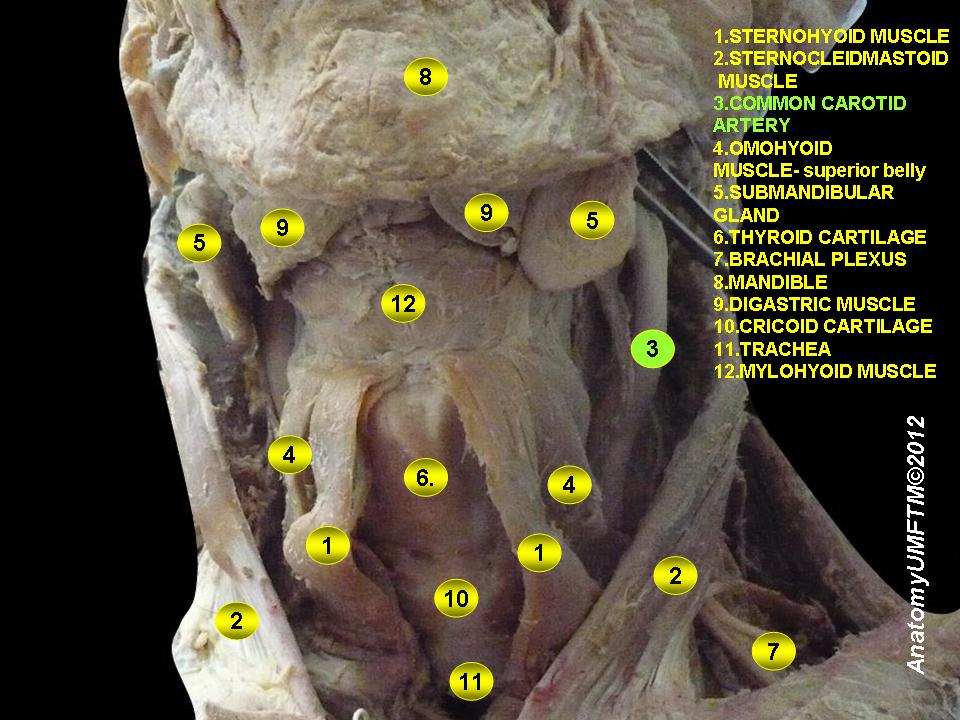
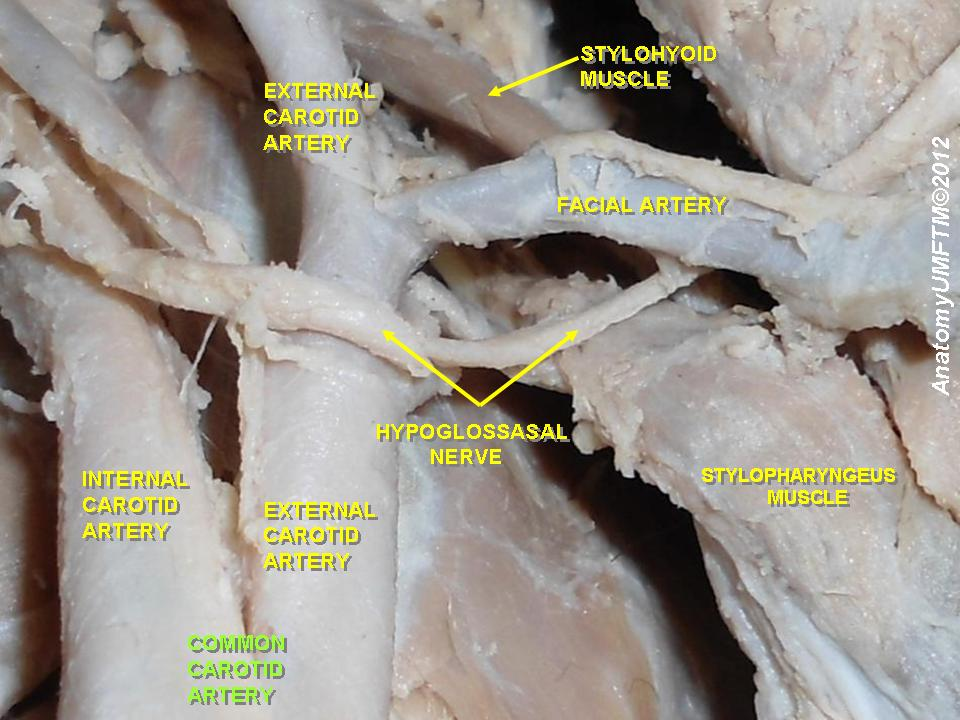
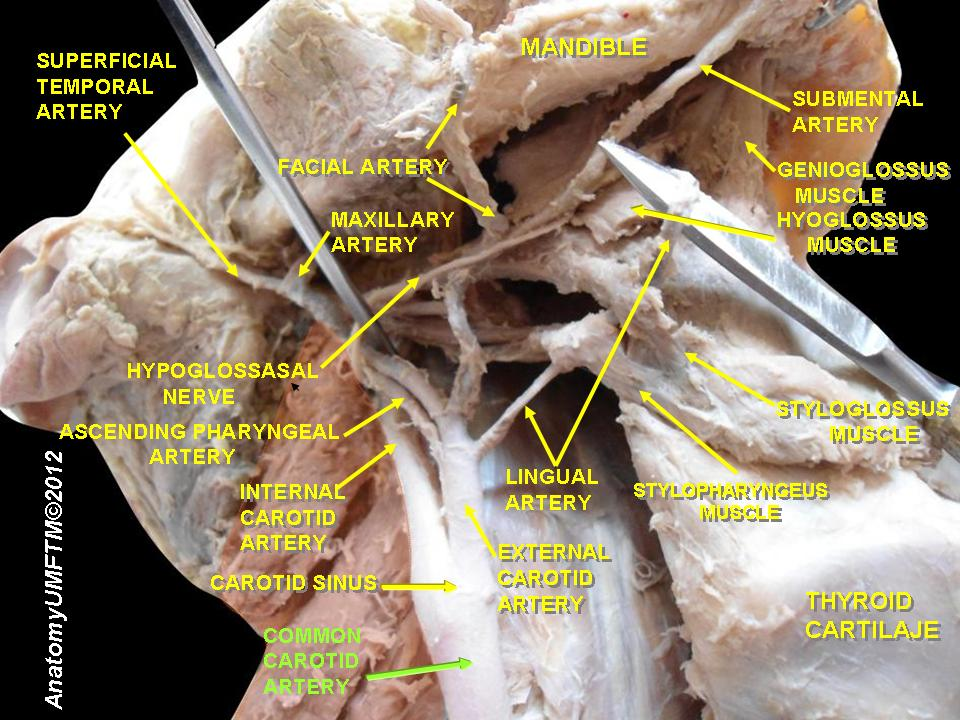
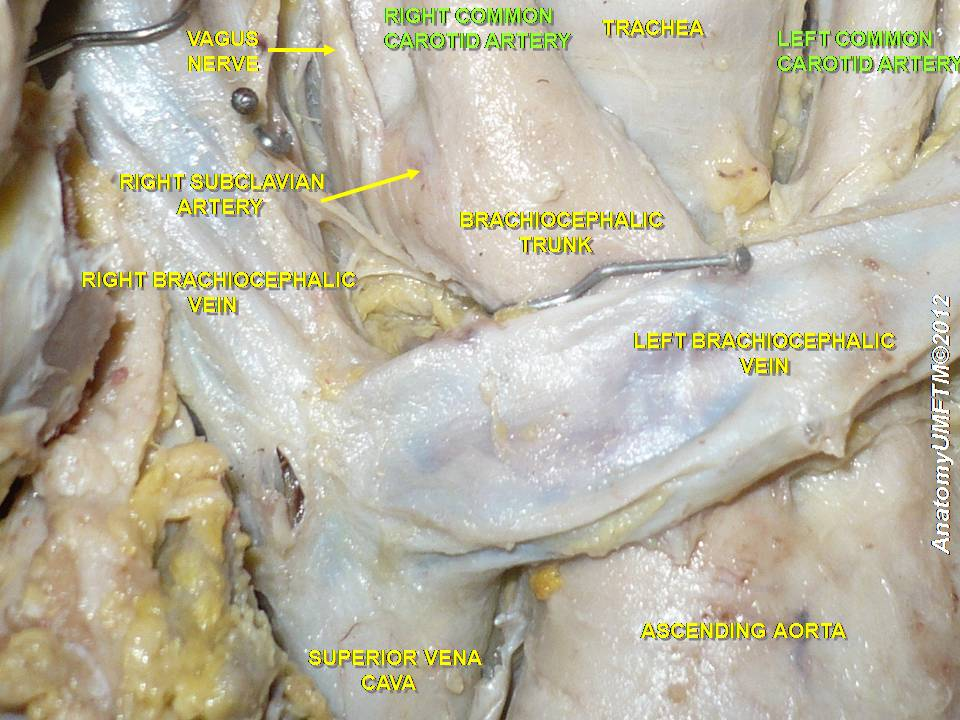